# Taťána Kocembová
Taťána Kocembová, née le 2 mai 1962 à Ostrava, est une ancienne athlète tchèque spécialiste du 400 mètres. 

## Biographie
Kocembová remporte la médaille de bronze du 400 mètres lors des Championnats d'Europe d'athlétisme 1982 à Athènes. L'année suivante, lors des Championnats du monde d'Helsinki, elle remporte la médaille d'argent du 400 mètres avec le temps de 48 s 59, et est devancée par sa compatriote Jarmila Kratochvílová qui établit à cette occasion une nouvelle meilleure marque mondiale. Quelques jours plus tard, Kocembová remporte une nouvelle médaille d'argent avec le relais 4 × 400 mètres de Tchécoslovaquie composé de Kratochvílová, Milena Matejkovičová-Strnadová et Zuzana Moravčíková. Ses meilleures performances sont de 11 s 31 sur 100 mètres, 48 s 59 sur 400 mètres, et de 1 min 05 s 9 sur 500 mètres.

## Palmarès

### Championnats du monde
- Championnats du monde d'athlétisme 1983 à Helsinki :
  -  Médaille d'argent du 400 mètres
  -  Médaille d'argent du 4 × 400 mètres

### Championnats d'Europe
- Championnats d'Europe d'athlétisme 1982 à Athènes :
  -  Médaille de bronze du 400 mètres